# Seligpreisung
Selispreisung is een album uit 1973 van de Duitse rockgroep Popol Vuh. Het is het vierde album van de band en het bouwt enigszins voort op de meditatieve stijl van het vorige album.
In de periode voor dit album waren Florian Fricke en Conny Veit betrokken bij het album Bury My Heart at Wounded Knee van de groep Gila en hier hielden ze een samenwerking met drummer en gitarist Daniel Fichelscher aan over. Het zou het begin zijn van een langdurige samenwerking tussen Fricke en Fichelscher in de verdere geschiedenis van Popol Vuh. De zang op het album is niet langer van de Koreaanse sopraan Djong Yun, maar van Fricke zelf. De teksten zijn gebaseerd op de Acht Zaligheden uit het Evangelie volgens Matteüs.

## Tracks
1. "Selig sind die, die da hungern. Selig sind die, die da dürsten nach Gerechtigkeit. Ja, sie sollen satt werden" – 6:00
2. "Tanz der Chassidim" – 3:15
3. "Selig sind die, die da hier weinen. Ja, sie sollen später lachen" – 5:08
4. "Selig sind die, die da willig arm sind. Ja, ihrer ist das Himmelreich" – 3:12
5. "Selig sind die, die da Leid tragen. Ja, sie sollen getröstet werden" – 3:39
6. "Selig sind die Sanftmütigen. Ja, sie werden einst die Erde erben" – 2:31
7. "Selig sind die, die da reinen Herzens sind. Ja, sie sollen Gott schauen" – 2:33
8. "Ja, sie sollen Gottes Kinder heißen. Agnus dei, agnus dei" – 2:42

Op een cd-heruitgave uit 2004 op het label SPV is als bonustrack het nummer "Be In Love (Du sollst lieben)" opgenomen, een nummer met zang van Djong Yun.

## Bezetting
- Florian Fricke: piano, klavecimbel, zang
- Conny Veit: elektrische gitaar, 12-snarige gitaar
- Daniel Fichelscher: elektrische gitaar, drums, conga
- Klaus Wiese: tambura
- Robert Eliscu: hobo